# Вірменський магістрат (Кам'янець-Подільський)
Вірменський магістрат — орган самоврядування вірменської діаспори міста Кам'янця-Подільського. Існував з 1496 рік по 1790 рік.

## Історія
Вірмени почали оселятися в Кам'янці-Подільському ще у 70-х роках XIV століття. У XVI столітті їх діаспора була однією з найбільших на Західній Україні, вірмени мали свою власну торгову площу, церкви, магістрат, шпиталь, лазню, крамниці тощо. Свої перші привілеї кам'янецькі вірмени отримали у 1374 і 1393 роках від литовсько-руських князів Коріятовичів. Ці привілеї, зокрема, на торгівлю, підтвердив у 1443 році Ян з Чижова, краківський каштелян і королівський намісник у Кам'янці. До середини XV століття вірменська громада значно зросла і збагатіла, її купці контролювали майже всю зовнішню торгівлю в регіоні.
За історичними джерелами вже у 1460 році вірменська громада мала свого війта на ім'я Янущик (Januschek eorum adwokatus), який керував громадою та контролював збори податків. Права війта були значно розширені у 1469 році привілеєм короля Казимира Ягеллончика, який надав вірменському війтові право на юрисдикцію у «малих та тяжких» справах у межах вірменської громади, та право на апеляцію щодо судових вироків до замкового або королівського суду. Однак вірменська діаспора у ті часи мала право лише на лаву — суд, що складався із лавників і очолювався війтом.
У 1496 році Ян I Ольбрахт королівською грамотою вивів вірмен Кам'янця з-під польської юрисдикції, дозволивши їм проводити суди за власними законами в усіх справах, не звертаючись до будь-якого іншого суду. Новостворений магістрат мав досить широкі повноваження, зокрема, міг надавати місцеве громадянство, керувати правом власності на землю тощо.
У 1576 році король Стефан Баторій підтвердив вірменам Кам'янця усі попередні привілеї, а також дозволив щороку, в один і той самий день і у призначеному для цього дійства будинку (ратуші) обирати війта і чотирьох лавників.
У першій половині XVII століття магістрат складався з війти, старшин (лавників) та Ради сорока мужів. Окреме місце у структурі самоврядування займали писар і шафар (економ), чиї посади також були виборними. 1665 року королівським наказом представники вірменської громади Кам'янця-Подільського були зрівняні у правах із польською та українською громадами.
У 1672—1699 роках, коли Кам'янець-Подільський захопила Османська імперія, більшість вірмен залишили місто, переїхавши до Болгарії або інших міст Західної України. вірменський суд у ті роки був заборонений. Після 1699 року, коли місто знову опинилося під владою Польщі, вірменська діаспора, а з нею і магістрат, почали потрохи відроджуватись. До 1710 року відновили Раду сорока мужів. Втім, турецька окупація, відтік вірменського населення і зруйнування вірменських кварталів значно послабили вплив цієї діаспори. Посилилось протистояння між вірменським та польсько-українським магістратами, в історичних джерелах зафіксовані численні скарги одного магістрату на інший, активна боротьба за підтвердження старих і здобуття нових привілеїв. Багаті вірменські патриції стали купувати землю і нерухомість в інших частинах Кам'янця, тим самим переходячи під юрисдикцію польського магістрату, більш захищеного нормами магдебурзького права. Для вирішення суперечок до міста почали все частіше вирушати королівські комісії. Зрештою, 3 лютого 1790 року королівська комісія Boni ordinis офіційно ліквідувала вірменський магістрат, підпорядкувавши вірменську діаспору польсько-українському магістратові.

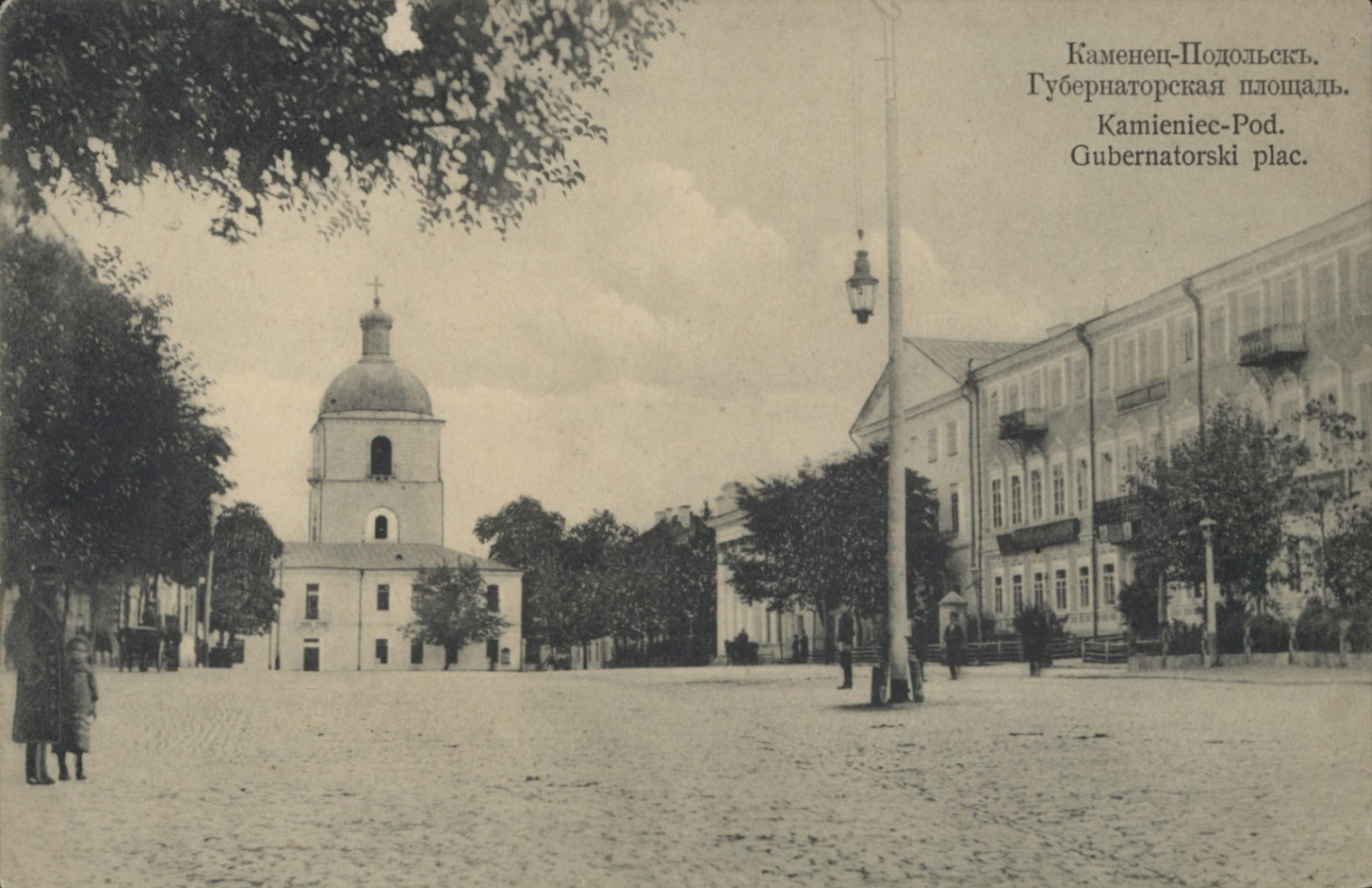
Будинок колишнього вірменського магістрату в 1906 році (будівля із трикутним фронтоном за ліхтарем)

### Відомі війти
- у 1460 році — Янущик[4]
- у 1479 році — купець Яків із Дубно[5]
- у 1536 році — купець Івашко[5]
- у 1544 році — купець Дануш[5]
- у 1559 році — Юрко[14]
- у 1660 році — Нурсес[15]
- у 1585 році — Голуб[14]
- у 1635 році — Кіркош, син Голуба[7]
- у 1700 році — Бернард Ісаєвич[16].
- у 1719 році — Стефан Мількович[12]

## Ратуша
Будівля магістрату розташовувалася у південно-східній частині Вірменського ринку, за сучасним будинком № 8, і була однією з головних архітектурних домінант площі. Ратуша відокремлювалася від палацу коменданта Кам'янецької фортеці провулком, який згодом отримав назву Комендантський (на деяких сучасних мапах — провулок або вулиця Гоголя).
Вперше в історії будівля вірменського магістрату (ратуша) згадується у 1479 році. Це був колишній житловий будинок, за який велися судові суперечки між вірменами Івашком з Козиць і Гануською Вашуціною зі Львова. Окрема будівля, де засідав магістрат, згадується також у 1559 і 1563 роках, відомо, що до 1580-х років будинок під ратушу винаймався у багатих вірмен.
Наприкінці XVI століття нарешті був зведений окремий будинок для потреб магістрату. Спершу це була дерев'яна двоповерхова будівля, чий фасад був оздоблений відкритою галереєю із торговими лавками. Втім, пожежа 1602 року її знищила, тому у 1604 році, за наказом короля Сигізмунда III, ратушу відбудували в камені. Нова будівля була кам'яною, із високим фронтоном і глибокими підвалами, що використовувалися як в'язниця. Під час турецької окупації міста у 1762—1799 роках будівля ратуши вціліла, але, у зв'язку із припиненням діяльності магістрату, була пристосована під церкву.
У 1790 році вірменський магістрат був ліквідований, а будівлю ратуши реставрували з метою пристосування її для інших потреб, зокрема, розквартирування військ кам'янецького гарнізону. На початку XIX століття тут було караульне приміщення (орденанс-гауз), пізніше на першому поверсі розташовувалася в'язниця, на другому — міська поліція, на третьому — Кримінальна палата.
У другій половині XIX століття у старій будівлі колишньої ратуші містилися різні губернські установи, спочатку — «присутствіє» губернатора і Приказ громадської опіки, пізніше і до 1917 року — канцелярія губернатора.
Будівля з'єднувалася із губернаторським палацом склепінчастою аркою, яка проходила над Комендантським провулком.
У січні 1920 року будівля колишньої вірменської ратуші згоріла. Від старовинного будинку лишилися тільки кам'яні склепінчасті підвали, які отримали статус пам'ятки архітектури місцевого значення.